# 渡口建設指揮部招待所
渡口建設指揮部招待所位於四川省攀枝花市東區，文物遺址年代判定為1964年。2012年7月16日公佈為第八批四川省文物保護單位。
渡口建設指揮部招待所坐落於大渡口街北邊的山坡上，始建於1964年，坐東朝西，占地面積1400平方米，磚木混合結構，青磚素牆，兩面坡懸山式青瓦頂，長35米，寬12米，高二層7.5米。1964年，攀枝花開發建設初始，為了讓“三線”建設者進得來住得下，雲南省建設公司奉命在大渡口北邊山坡上修建起一批“乾打壘”房屋，俗稱“萬人招待所”。這批房屋共有十六棟，依序排列唯第十三棟為一樓一底的青磚瓦房，“十三棟”由此得名。1965-1970年期間，鄧小平、余秋里、賀龍、彭德懷、陳伯達、李井泉、彭真、郭沫若、呂正操等來攀枝花時，均下榻於此。1995年3月被確定為攀枝花市“愛國主義教育基地”，2002年2月渡口建設指揮部招待所被攀枝花市人民政府公佈為市級文物保護單位。